# Sixten Larsson
Sixten Larsson (Suecia, 31 de julio de 1918-3 de febrero de 1995) fue un atleta sueco especializado en la prueba de 400 m vallas, en la que consiguió ser subcampeón europeo en 1946.

## Carrera deportiva
En el Campeonato Europeo de Atletismo de 1946 ganó la medalla de plata en los 400 m vallas, llegando a meta en un tiempo de 52.4 segundos, tras el finlandés Bertel Storskrubb (oro con 52.2 segundos que fue récord de los campeonatos) y por delante de su compatriota sueco Rune Larsson (bronce con 52.5 segundos).